# Kreuzberg (berg i Berlin)

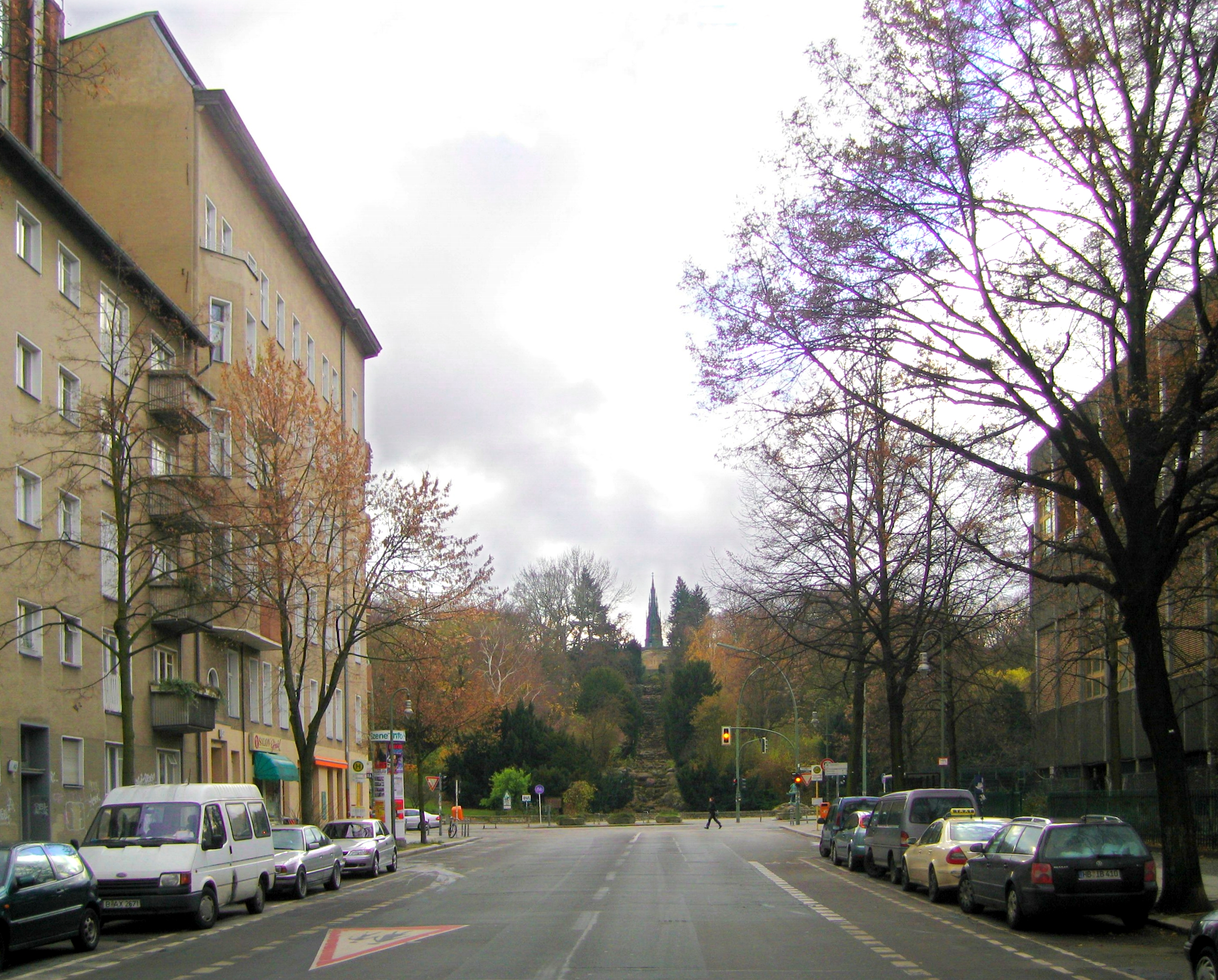
Utsikt mot Kreuzberg från Grossbeerenstrasse.

Kreuzberg är en kulle som ligger i stadsdelen Kreuzberg i Berlin, Tyskland, med en höjd på 66 meter över havet. Kullen är känd som namngivare åt stadsdelen Kreuzberg, samt för det stora monument i form av ett järnkors som står på kullens topp. Större delen av bergets yta upptas av en park, Viktoriapark.
Geologiskt bildar Kreuzberg gränsen mellan den dalgång som bildats omkring floden Spree under istiden, och högplatån Teltow, dit Kreuzberg räknas. I likhet med Teltowplatån är Kreuzberg en bottenmorän, vars branta sluttning uppstått genom erosion.
Historiskt har Kreuzberg även gått under namnen Sandberg, Runder Weinberg och Tempelhofer Berg. Det nuvarande namnet härrör från monumentet på bergets topp, invigt 1821 till minnet av den preussiska segern i Napoleonkrigen.
Mellan 1400-talet och 1700-talet odlades vin på Kreuzbergs sluttningar, vilket upphörde i och med den stränga vintern 1740. Sedan 1968 odlas åter vinet Kreuz-Neroberger på Kreuzberg. Vinet tillverkas dock endast i mycket begränsad omfattning och används endast för stadsdelsområdets representation, och kan därmed inte köpas i handeln.